# Ziębice
Ziębice là một thị trấn thuộc huyện Ząbkowicki, tỉnh Dolnośląskie ở miền tây nam Ba Lan. Thị trấn có diện tích 15 km². Đến ngày 1 tháng 1 năm 2011, dân số của thị trấn là 9107 người và mật độ 604 người/km².